# Georges Dayez
Pour les articles homonymes, voir Dayez.
Georges Dayez, né le 29 juillet 1907 à Paris et mort le 10 février 1991 dans la même ville, est un peintre, graveur et lithographe français de la  Nouvelle École de Paris dont les œuvres ont régulièrement été exposées avec celles des peintres non figuratifs.

## Biographie
Georges Dayez est fils aîné de l’éditeur Jules Dayez, originaire du Nord et fils de paysan, qui, en 1905, avait repris rue des Marais à Paris un petit atelier de taille-douce imprimant en particulier des reproductions en héliogravure d'images du XVIIIe siècle. Sa mère, Marie Brard, était née à Neuilly dans une famille normande de Bayeux. Après leur mariage en 1905, la naissance de Georges Dayez en 1907 et la naissance d'un second fils en 1909, la famille s'installe en 1909 à Vaires-sur-Marne où Georges Dayez fréquente l'école communale à partir de 1913, et se réfugie après la mobilisation du père pour deux mois à Bayeux en 1914, puis à Tinténiac (Bretagne) en 1918. En 1919 Georges Dayez obtient son certificat d'études et passe ses vacances à Vicq, dans le pays minier du nord de Valenciennes, chez son grand-père, le spectacle des destructions causées par la guerre l'impressionnant vivement, puis rentre au collège de Meaux.
En 1924, après avoir passé la première partie du baccalauréat, il arrête ses études pour commencer à peindre, et fait l'apprentissage de la phototypie puis de la taille-douce et de la lithographie dans l'atelier de son père. Il fréquente alors l'Académie de la Grande Chaumière à Montparnasse et l'Académie Julian à Saint-Germain-des-Prés, ainsi que, cinq jours par semaine, les cours du soir de dessin de la Ville de Paris, près du square du Temple, dirigé par le sculpteur Henry Arnold, que suit également Adam. En 1926 il est accepté comme « élève libre » dans l'atelier de Lucien Simon à l'École des Beaux-arts. Il effectue à partir de 1927 son service militaire, affecté à l'entrepôt d'aviation de Nanterre puis à la Direction de l'Aéronautique de Paris, et peint en 1928, lors d'une permission, Le Pont du Pouliguen et Le Croisic vu de la Turballe, exposés au Salon d'automne. Aux cours du soir qu’il continue de fréquenter il se lie avec Pignon. Ils apprennent ensemble le modelage dans l'atelier des sculpteurs Henry Arnold et Robert Wlérick, se passionnant pour les œuvres des cubistes qu'ils découvrent dans les galeries d'avant-garde.
Libéré du service militaire en 1929 et installé sur les hauteurs de Belleville Georges Dayez peint avec Pignon sur le motif, notamment sur les bords de Seine à Billancourt. Ils découvrent ensemble à vélo la Côte d’Azur en 1931, participent l’année suivante aux activités de l’Association des écrivains et artistes révolutionnaires (AEAR), auprès de nombreux peintres (Hélion, Herbin), sculpteurs (Adam), écrivains (Nizan, Éluard, Aragon) et exposent au Salon des indépendants. Georges Dayez, après de longs voyages à bicyclette à travers la France, visite à partir de 1938 les musées de Gand, Bruges, Anvers et de Londres. Il est en 1939 mobilisé à Metz, puis traverse en 1940 Nancy, Troyes, Dijon, Nancy à nouveau, Mantes, Gisors, et, à pied, assiste à la destruction de Vernon, Évreux et L'Aigle. Capturé à Montaigu en Vendée, il est interné à Laval et, appartenant à une formation sanitaire, libéré en décembre.
De retour à Paris Dayez se marie en février 1941, se lie avec André Lhote, assiste en 1943 au théâtre de la Cité à la répétition générale des Mouches, de Jean-Paul Sartre, dont son ami Adam a créé les costumes et les masques. Pour fuir le « service du travail obligatoire », il se réfugie en 1944 à Chisseaux en (Touraine) où il travaille dans la ferme de son beau-frère. En juin il trouve l'occasion de se rendre à Paris et rend visite, en tandem avec Fougeron, à Pignon qui se cache lui aussi. Après la Libération il expose au Salon d'automne aux côtés des jeunes peintres de tradition française, de Picasso, Matisse, Léger, Bonnard et Braque, tandis que la Galerie de France lui achète des toiles. Il fait également partie des cinq jeunes peintres que la galerie Denise René présente en 1945 pour son inauguration et du premier Salon de Mai où il expose la première toile (Figure assise) qu’il vient de peindre dans son nouvel atelier du Pré-Saint-Gervais, acquise par le Musée national d'art moderne que vient d'ouvrir Jean Cassou, avec Bernard Dorival.
En mars 1947, Dayez réalise une première exposition personnelle à la galerie Guénégaud. Après, la même année, un voyage en Italie (Milan, Florence, Pise et Arezzo) et, en 1948, un long séjour à Venise, invité par la municipalité, il expose à nouveau, avec Jacques Lagrange, à la Galerie de France. De 1950 à 1955 il réalise pour des commandes de l'État sept tapisseries. Il entre en février 1951 au comité directeur du Salon de Mai, visite les musées de Madrid et Tolède, expose en Suède, séjourne en 1952 à Varengeville où il revient les deux années suivantes, et réalise en 1953 une grande mosaïque pour le lycée français de Lisbonne visitant à cette occasion Madrid, Avila, Salamanque, Séville, Cadix, Gibraltar et Tanger, Tolède, Grenade et Barcelone.
À partir de 1954 Dayez expose dans la galerie Villand et Galanis, aux côtés d'Estève, Chastel, Lapicque, Lagrange, Gischia, le sculpteur Lobo, et se lie avec le poète Jean Lescure. En 1956, 1957 puis de 1961 à 1967 il fait partie du jury du Prix de Rome, de 1958 à 1968 du jury du « Prix du Dôme » (avec notamment Villon, Lhote, Foujita, Chastel, Pignon, Singier, Beaudin, Carzou, Schneider). Plusieurs de ses toiles sont acquises par le musée d'art moderne de la ville de Paris (La Falaise d'Étretat) et le musée du Havre (La Valleuse de Varengeville).

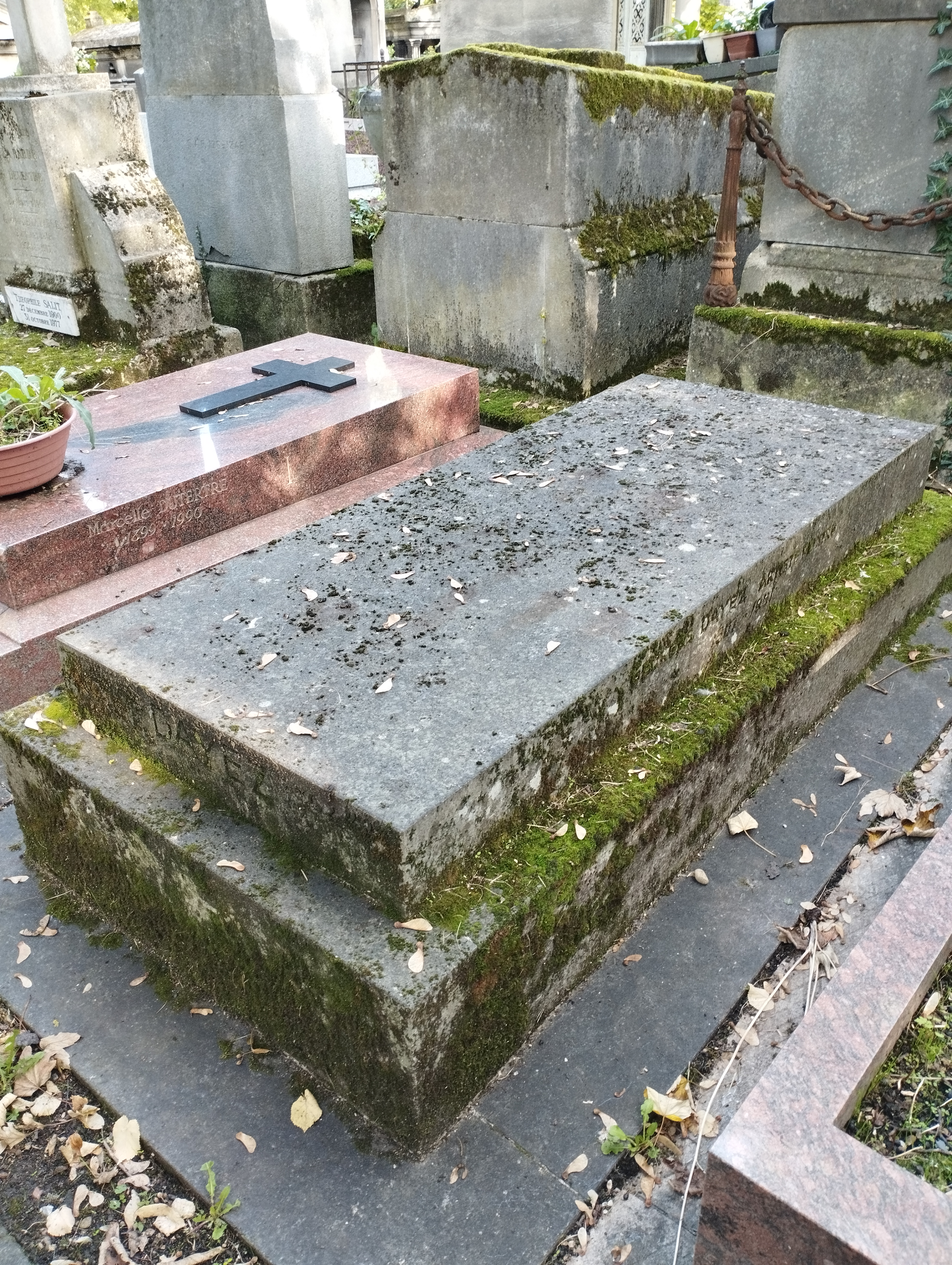
Tombe de Georges Dayez au cimetière de Montmartre (division 22).

Dayez fait en 1959 un long voyage aux États-Unis, puis visite en 1960 la Grèce et en 1964 de nouveau l'Espagne, thèmes des toiles exposées à la galerie Villand et Galanis en 1962 et 1965. De 1967 à 1975 il est professeur, chef de l'atelier de lithographie de l'École des Beaux-Arts. De nombreux voyages (notamment en Provence, Bretagne, Italie, Grèce, Pays-Bas, Angleterre ou au Maroc) continuent par la suite de nourrir sa peinture, régulièrement exposée en France et à l'étranger. Plusieurs rétrospectives de son œuvre sont organisées à Bourges (1971) et Caen (1972), Paris (1978), Tanger sur l'invitation d'Edmond Charlot (1979) Dieppe (1982), Mantes-la-Jolie (1984), Vichy (1986), Valréas, Dreux et Le Havre (1987).
En 1976 et 1979 la Monnaie de Paris édite deux médailles créées par Dayez, L'olivier et Victor Segalen.
Son atelier se trouvait, à partir de 1956, au 4 de la Rue Camille-Tahan dans le dix-huitième arrondissement de Paris.
Anne Distel est la fille de Georges Dayez.
Il est inhumé au cimetière de Montmartre (division 22).

## L’œuvre
Georges Dayez a fréquemment travaillé par séries de plusieurs toiles autour des mêmes paysages, notamment de :
- Venise (1948)
- Varengeville (1954)
- Venise (1956)
- Étretat (1957)
- Yport (1959)
- Tourrettes-sur-Loup, les oliviers (1961)
- Tolède (1965-1970)
- Saint-Jeannet (1961-1968)
- La Cadière-d'Azur, Bandol (1961-1976)
- Les Alpilles, Saint-Rémy-de-Provence, 1962
- La Grèce (1961-1973)
- Barbizon, arbres et rochers (1970-1979)
- Saint-Guénolé, Camaret, Douarnenez (1970-1971)
- Côtes ioniennes et dalmates, les Baigneuses (1971-1972)
- San Gimignano, Sienne (1971-1975)
- Étretat, Le Havre, Quiberville (1976-1978)
- Dieppe, falaises (1983)

Illustrations
- Achim d'Arnim, Marie-Kmeluck Blainville, Bibliophile et graveurs d'aujourd'hui, Paris, 1960.
- Jean Lescure, 13 proverbes smyrniotes, avec 13 gravures de Dayez, Izmir, Les raisins de Smyrne (Edmond Charlot), 1973.
- La Correspondance du vin (essais), dessins de Jean Bertholle, Georges Dayez, Elvire Jan, Jean Le Moal, Alfred Manessier, Véra Pagava, Édouard Pignon, Gustave Singier et Jean-Paul Turmel, éditions Guitardes, Paris, 1981.

## Œuvres dans les collections publiques
En France :
- Paris
  - Fonds national d'art contemporain : Figure assise, 1945, 97 x 130 cm; La Matelassière, 1948, 130 x 89 cm; Le Bain, aquarelle, 1953, 50 x 65 cm; La Falaise d'Étretat, 1957, 89 x 146 cm, Les Gorges du Loup, 1961, 195 x 97 cm; Les Vignes de La Cadière, 1961, 89 x 116 cm [déposé au musée municipal de Sedan], Franchard, 1979, 100 x 81 cm
  - Musée d'Art moderne de Paris : Les Dentellières, 1949, 54 x 65 cm; Récifs du Diben, Finistère, 1952, 54 x 65 cm; Nature morte, Dark and Tan, 1952, 73 x 92 cm) - lithographies : Nazaré, vers 1959; Couturière, vers 1960; Nature morte aux citrons, 1961
  - Bibliothèque nationale de France : plus de 200 gravures et lithographies[13]; album de 17 lithographies en couleurs de Dayez, Emdadian, Fenjan [et al.], 1981
  - Bibliothèque de l'École des beaux-arts de Paris, 16 lithographies et 3 eaux-fortes
  - Mobilier national, tapisseries : La Dentellière, 1953, 6 m2; Les Pommes d'or, 1955, 13 m2; La Batteuse, 13 m2, 1959
- Les Baux-de-Provence, Musée d'Art Moderne, Hôtel de Manville, Les Baous (Saint-Jeannet), 1961, 73 x 116 cm
- Dieppe, Château-musée de Dieppe, La Baie d'Étretat, 1976, 114 x 146 cm; La Falaise de Dieppe, 1981, 38 x 56 cm
- Fontenay-le-Comte, Musée vendéen, La Baie d'Étretat, 1957, 60 x 73 cm
- Le Havre, Musée d'art moderne André-Malraux, La Valleuse de Varengeville, 1959, 92 x 65 cm
- Mantes-la-Jolie, Musée, Peintre et modèle, 1980, 81 x 100 cm
- Nancy, Musée des Beaux-Arts de Nancy, Les Dentellières de Burano, 1951-1959, 81 x 100 cm
- Vichy, Musée municipal de Vichy, Nature morte au turbot, aquarelle, 1984, 15 x 18 cm - 2 eaux-fortes

À l'étranger :
- Espagne 
  - Madrid, Musée national centre d'art Reina Sofía, Tolède - Le ravin de la Degollada, 1966, 195 x 130 cm
- États-Unis
  - Musée d'Art de Baltimore (Maryland), La Baignade, 1985, 63,5 x 76,2 cm
  - Cambridge (Massachusetts), Fogg Art Museum, Harvard University, Intérieur, 1954, 97 x 130 cm
  - Daytona Beach (Floride), Musée des Arts et des Sciences (en), Femme au miroir, 1978, 73 x 82 cm
  - Université de la ville de New York, Graduate Center, Vue de Tolède, La colline de Don Alvaro, 1965-1970, 130 x 195 cm
  - New York Public Library, 8 ithographies et 2 eaux-fortes
  - Musée d'Art de l'université de Princeton, L'Acropole, 1961
- Finlande 
  - Musée d'art d'Imatra, Chantier naval à Chioggia, 1951, 60 x 81 cm; Cafetière noire et linge, 1953, 73 x 92 cm
  - Jyväskylä, Musée Alvar Aalto, 13 peintures, 2 dessins et une aquarelle
- Grèce 
  - Pinacothèque nationale d'Athènes : La Pianiste, 1945, 27 x 41 cm; La Falaise d'Étretat, 1956-1957, 73 x 92 cm; Le Bain de soleil, 1962, 114 x 146 cm; La Cafetière blanche, 1970, 92 x 73 cm
- Israël 
  - Jérusalem, Musée d'Israël, La Cruche blanche, aquarelle, 1976, 14,5 x 19 cm
  - Rehovot, Musée, Tolède, Pont d'Alcantara, 1965, 27 x 41 cm
- Japon
  - Kamakura, musée d'art moderne, Le Bain, gravure
  - Yamagata, Museum of Art, Nature morte à la tête grecque, 1983, 82 x 116 cm
- Italie 
  - Florence, Museo Internazionale d'Arte Contemporanea, Tolède, Le ravin de la Degollada, 1965, 73 x 54 cm
- Grand-Duché du Luxembourg 
  - Luxembourg, Musée Grand-Ducal, La Grève d'Étretat, 1956, 60 x 92 cm
- Macédoine du Nord 
  - Musée d'Art contemporain de Skopje, Les Gorges du loup, 1961, 195 x 97 cm
- Suède 
  - Musée des Beaux-Arts de Göteborg, Tolède, Le pont d'Alcantara, 1966, 130 x 162 cm
- Suisse
  - Musée des Beaux-Arts de Berne, Yport, 1957, 54 x 73 cm
  - Musée des Beaux-Arts de La Chaux-de-Fonds, Les Dentellières, 1949, 65 x 81 cm